# Józefin (rejon prużański)
Józefin (biał. Юзафін; ros. Юзефин) – wieś na Białorusi, w obwodzie brzeskim, w rejonie prużańskim, w sielsowiecie Wielkie Sioło, w lasach Parku Narodowego „Puszcza Białowieska”.
Dawniej zaścianek i majątek ziemski. W dwudziestoleciu międzywojennym leżał w Polsce, w województwie poleskim, w powiecie prużańskim. 